# Nando Cicero
Fernando Cicero, detto Nando (Asmara, 22 gennaio 1931 – Roma, 30 luglio 1995), è stato un regista e attore italiano.

## Biografia
Diplomato al Centro sperimentale di cinematografia, mosse i suoi primi passi sul grande schermo con registi impegnati quali Luchino Visconti (Senso, 1953), Roberto Rossellini (Vanina Vanini, 1961) Francesco Rosi (Salvatore Giuliano, 1962) e Alberto Lattuada (La steppa, 1962). Erano però tutte parti molto limitate, con pochissime battute: pertanto Cicero decise di terminare la sua carriera da interprete ed iniziare quella dietro la cinepresa.
Inizialmente fu aiuto regista di Visconti e di Rosi, poi nel 1966 cominciò la sua carriera autonoma dirigendo Lo scippo, film che ebbe scarso successo. Nel 1970, con la pellicola Ma chi t'ha dato la patente?, cominciò il suo sodalizio artistico con la coppia Franco e Ciccio, che furono protagonisti anche del suo Armiamoci e partite! (1971).
Nel 1973 uscì nelle sale quello che rimane forse il suo lavoro più celebre, Ultimo tango a Zagarol, film parodia fin dal titolo del capolavoro di Bernardo Bertolucci Ultimo tango a Parigi, con protagonista Franco Franchi.
Con L'insegnante del 1975, Cicero si inserì nel filone della commedia sexy all'italiana, di cui diede prove notevoli come La dottoressa del distretto militare e La soldatessa alle grandi manovre. Scelse quasi sempre come sua musa Edwige Fenech, ma fece un'eccezione nel controverso W la foca (1982), in cui affidò il ruolo della protagonista all'emergente Lory Del Santo.

### Ritiro e morte
Negli ultimi anni ridusse molto la sua vita mondana, preferendo ritirarsi dalle scene nel 1983. Morì a Roma nel 1995. Riposa al cimitero Flaminio.

## Filmografia

### Attore
- Senso, regia di Luchino Visconti (1953)
- Divisione Folgore, regia di Duilio Coletti (1954)
- Andrea Chénier, regia di Clemente Fracassi (1955)
- Il campanile d'oro, regia di Giorgio Simonelli (1955)
- Orlando e i paladini di Francia, regia di Pietro Francisci (1956)
- L'inferno addosso, regia di Gianni Vernuccio (1959)
- Vanina Vanini, regia di Roberto Rossellini (1961)
- Legge di guerra, regia di Bruno Paolinelli (1961)
- Salvatore Giuliano, regia di Francesco Rosi (1962)
- La steppa, regia di Alberto Lattuada (1962)
- Parigi o cara, regia di Vittorio Caprioli (1962)

### Aiuto regista
- Le notti bianche, regia di Luchino Visconti (1957)
- Salvatore Giuliano, regia di Francesco Rosi (1962)
- Le mani sulla città, regia di Francesco Rosi (1963)

### Regista
- Lo scippo (1965)
- Il tempo degli avvoltoi (1967)

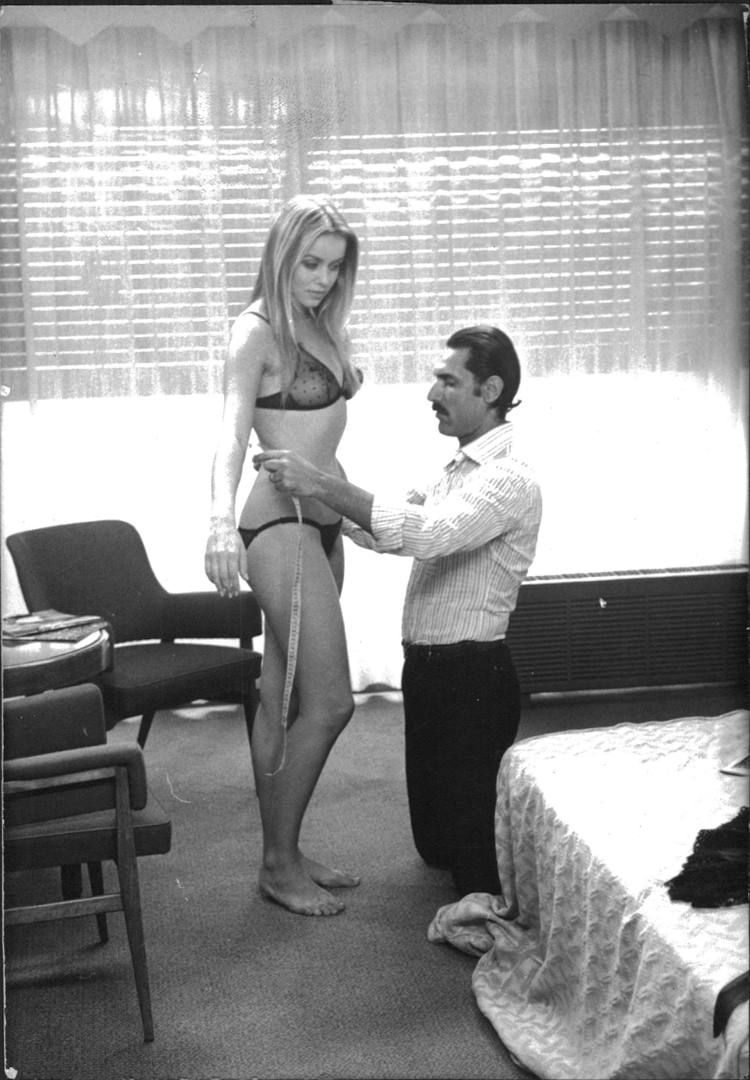
Gloria Guida e Lando Buzzanca ne Il gatto mammone (1975)

- Professionisti per un massacro (1967)
- Due volte Giuda (1969)
- Ma chi t'ha dato la patente? (1970)
- Armiamoci e partite! (1971)
- Ku-Fu? Dalla Sicilia con furore (1973)
- Ultimo tango a Zagarol (1973)
- Bella, ricca, lieve difetto fisico, cerca anima gemella (1973)
- L'insegnante (1975)
- Il gatto mammone (1975)
- La dottoressa del distretto militare (1976)
- La soldatessa alla visita militare (1977)
- La soldatessa alle grandi manovre (1978)
- La liceale, il diavolo e l'acquasanta (1979)
- L'assistente sociale tutto pepe (1981)
- W la foca (1982)
- Paulo Roberto Cotechiño centravanti di sfondamento (1983)
- Europa Connection, (1992) - serie TV